# بازگنجشک

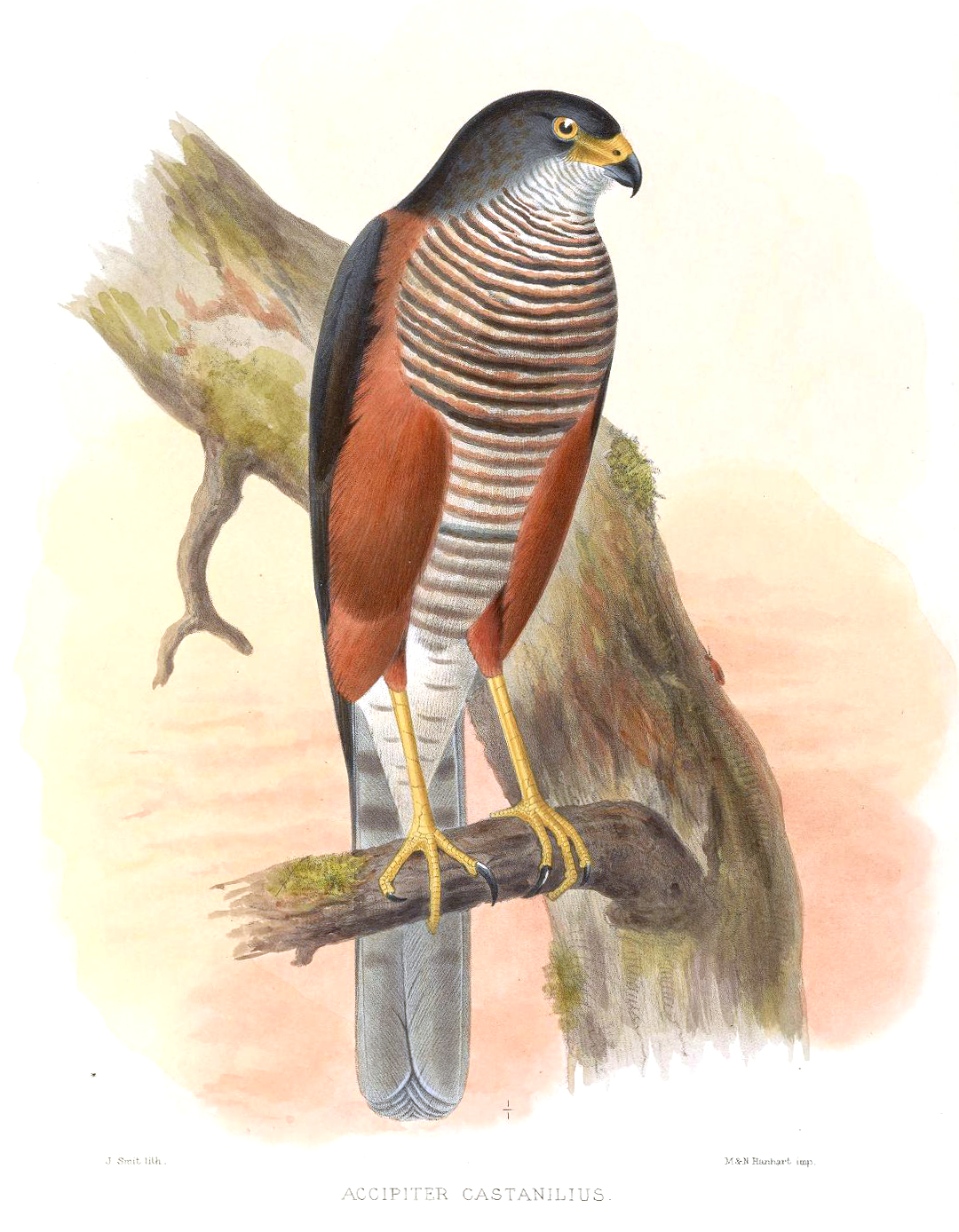
بازگنجشک پهلوبلوطی

بازگنجشک یا باز گنجشک‌خوار (به انگلیسی: Sparrowhawk) ممکن است به چندین گونه از «بازهای کوچک» در سردهٔ بازها اشاره داشته باشد. بازگنجشک در اصل به گونهٔ قرقی اطلاق می‌شد که امروزه برای تمایز آن از گونه‌های دیگر، «بازگنجشک اوراسیایی» یا «بازگنجشگ شمالی» نامیده می‌شود. نام بازگنجشک در زبان فارسی قدیم «باشه» بود.
دلیجه آمریکایی (Falco sparverius)، یکی از گونه‌های شاهین آمریکای شمالی، نیز معمولاً به عنوان «بازِ گنجشک» شناخته می‌شود.
گونه‌های بازگنجشک عبارتند از:
| نام رایج              | لاتین                        | پراکنش               |
| --------------------- | ---------------------------- | -------------------- |
| بازگنجشک پهلوبلوطی    | A. castanilius               | آفریقا               |
| بازگنجشک طوقدار       | A. cirrocephalus             | استرالیا             |
| قرقی                  | A. nisus                     | اروپا و آسیا         |
| بازگنجشک چینی         | A. soloensis                 | آسیا                 |
| بازگنجشک دم‌خالدار     | A. trinotatus                | اندونزی              |
| بازگنجشک ژاپنی        | A. gularis                   | ژاپن                 |
| پیغوی بزرگ            | A. brevipes                  | آفریقا، اروپا و آسیا |
| پیغوی کوچک            | A. badius                    | آفریقا و جنوب آسیا   |
| بازگنجشک کوچک         | A. minullus                  | آفریقا               |
| بازگنجشک ماداگاسکاری  | A. madagascariensis          | ماداگاسکار           |
| بازگنجشک بریتانیای نو | A. brachyurus                | پاپوآ گینه نو        |
| بازگنجشک نیکوباری     | A. butleri                   | جزایر نیکوبار        |
| بازگنجشک اوامبو       | A. ovampensis                | جنوب صحرای آفریقا    |
| شهباز سیاه            | A. melanoleucus              | جنوب صحرای آفریقا    |
| بازگنجشک ران‌سرخ       | A. erythropus                | آفریقا               |
| بازگنجشک سینه‌حنایی    | A. rufiventris               | جنوب صحرای آفریقا    |
| بازگنجشک گردن‌حنایی    | A. erythrauchen              | جزایر مالوکو         |
| شهباز توسی‌پوش         | A. luteoschistaceus          | پاپوآ گینه نو        |
| بازگنجشک کوتوله       | A. nanus                     | سولاوسی              |
| بازگنجشک سینه‌شرابی    | A. rhodogaster               | سولاوسی              |
| بازگنجشک فرانسیس      | A. francesii                 | ماداگاسکار           |
| بازگنجشک آنجوآن       | Accipiter francesii pusillus | انجوان               |